# Kanton Mayenne-Ouest
Der Kanton Mayenne-Ouest war von 1801 bis 2015 ein französischer Kanton im Arrondissement Mayenne, im Département Mayenne und in der Region Pays de la Loire; sein Hauptort war Mayenne.

## Geografie
Der Kanton Mayenne-Ouest lag auf einer Höhe zwischen 67 Meter in Saint-Germain-d'Anxure und 221 Meter in Saint-Georges-Buttavent.
Er lag im Norden des Départements Mayenne und grenzte im Norden an den Kanton Ambrières-les-Vallées, im Osten an den Kanton Mayenne-Est, im Südwesten an den Kanton Chailland, im Westen an den Kanton Ernée und im Nordwesten an den Kanton Gorron.

## Gemeinden
Der Kanton bestand aus acht Gemeinden und einem Teil der Stadt Mayenne (angegeben ist hier die Gesamteinwohnerzahl):
| Gemeinde                | Einwohner Jahr | Fläche km² | Bevölkerungsdichte | Code INSEE | Postleitzahl |
| ----------------------- | -------------- | ---------- | ------------------ | ---------- | ------------ |
| Alexain                 | 616 (2013)     | 16,24      | 38 Einw./km²       | 53002      | 53240        |
| Contest                 | 902 (2013)     | 22,96      | 39 Einw./km²       | 53074      | 53100        |
| Mayenne                 | 13.376 (2013)  | –          | – Einw./km²        | 53147      | 53100        |
| Oisseau                 | 1.184 (2013)   | 30,75      | 39 Einw./km²       | 53170      | 45340        |
| Parigné-sur-Braye       | 797 (2013)     | 9,88       | 81 Einw./km²       | 53174      | 45340        |
| Placé                   | 336 (2013)     | 25,25      | 13 Einw./km²       | 53179      | 45340        |
| Saint-Baudelle          | 1.177 (2013)   | 7,17       | 164 Einw./km²      | 53200      | 45340        |
| Saint-Georges-Buttavent | 1.390 (2013)   | 36,87      | 38 Einw./km²       | 53219      | 45300        |
| Saint-Germain-d’Anxure  | 366 (2013)     | 10,35      | 35 Einw./km²       | 53222      | 45340        |

## Geschichte
Der Kanton entstand 1801 aus dem Zusammenschluss der Kantone Alexain, Georges-Buttavent (heute Saint-Georges-Buttavent) und Oisseau sowie dem westlichen Teil der Stadt Mayenne. Er trug 1801 den Namen Mayenne-Sud-Ouest, erhielt aber bereits ein Jahr später den heutigen Namen.  